# Michelau im Steigerwald
Michelau im Steigerwald là một đô thị ở huyện Schweinfurt bang Bayern, Đức.